# Wilmar H. Shiras
Wilmar House Shiras (Boston, 23 de setembro de 1908 – Condado de Alameda, 23 de dezembro de 1990) foi uma escritora norte-americana de ficção científica. Obteve notoriedade durante a assim chamada Era de Ouro da ficção científica, na década de 1940-1950 com a novela "In Hiding" (1948), publicada em diversas antologias desde então, e com o livro Children of the Atom (1953).

## Biografia
Wilmar nasceu em Boston, em 1908. Seus pais eram naturais de Boston e seu pai era maquinista, trabalhando na principal estação de trem da cidade. Aos 18 anos, em 1927, ela se casou, após um ano estudando na Universidade de Boston e se mudou com o marido, Russell, recém formado em química, para o subúrbio de Los Angeles, onde ele começou a trabalhar para a Shell. Lá o casal teve três meninas e dois meninos.
Em 1946, em um conto autobiográfico, Wilmar relatou sua conversão ao catolicismo, sob o pseudônimo de Jane Howes, publicando textos tanto como autora como tradutora de filosofia e teologia. Investindo nos estudos teológicos, Wilmar formou-se em Oakland, em 1955, com mestrado em história pela Universidade da Califórnia em Berkeley, em 1956.
Foi neste período que Wilmar começou a escrever ficção científica, especialmente para ler com seus filhos. Seu conto "In Hiding" foi submetido para a influente revista Astounding Science Fiction, sob o comando de John W. Campbell, sendo publicada no volume de novembro do mesmo ano. O conto falava sobre crianças com dons extraordinários lutando por encontrar seu lugar no mundo e logo conquistou público, tornando-se em seguida um grande clássico da ficção científica. O conto foi republicado várias vezes, em diversos contos de diferentes coletâneas.
Duas sequências do conto foram publicadas na mesma revista: "Opening Doors" e "New Foundations". Estes três contos se tornaram os primeiros capítulos do livro Children of the Atom, publicado em seu último ano no curso de teologia. Wilmar trabalhou como tradutora em tempo integral de uma editora de Nova Iorque. Seu livro, Children of the Atom, logo tornou-se um clássico da ficção científica na Era de Ouro, focado em uma análise intelectual dos personagens do que na ação pura e simples e alguns fãs chegaram a associá-lo como uma inspiração para a criação dos X-Men.

## Morte
Wilmar morreu na Califórnia, em 23 de dezembro de 1990, aos 82 anos.

## Publicações
- 1948, "In Hiding", Astounding Science Fiction, novembro de 1948.
- 1949, "Opening Doors", conto.
- 1949, "New Foundations", conto.
- 1953, Children of the Atom, livro, Gnome Press.
- 1946 "Slow Dawning" (com pseudônimo Jane Howes).

## Coletâneas
O conto "In Hiding" foi publicado nas coletâneas:
- The Best Science Fiction Stories (1949).
- Great Stories of Science Fiction (1951).
- Stories for Tomorrow (1954).
- The Science Fiction Hall of Fame, Volume II (1973).

O Science Fiction Book Club indicou Children of the Atomcomo o 14º em sua lista de mais importante trabalho de ficção científica ou fantasia dos últimos cinquenta anos, entre 1953-2002".